# Quan sát

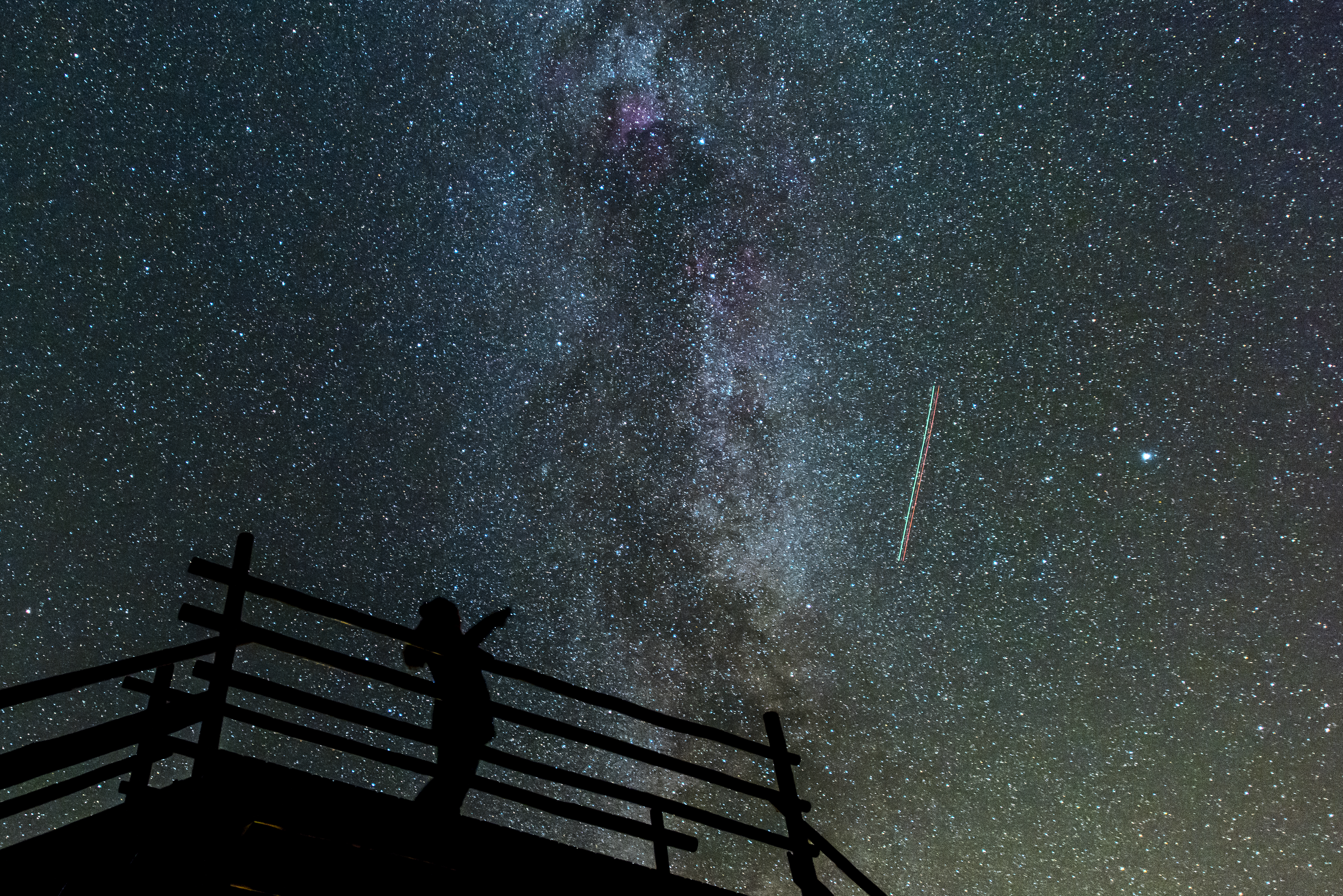
Observer là người tập hợp thông tin về hiện tượng quan sát, nhưng không can thiệp. Quan sát không lưu ở Rõuge, Estonia

Quan sát là việc thu lại hoạt động của các thông tin từ một nguồn chính. Trong chúng sinh, quan sát sử dụng giác quan bằng (mắt). Trong khoa học, quan sát cũng có thể liên quan đến việc ghi dữ liệu thông qua việc sử dụng các công cụ. Thuật ngữ này cũng có thể tham khảo bất kỳ dữ liệu thu thập được trong hoạt động khoa học. Quan sát có thể được định tính, có nghĩa là, chỉ ghi nhận sự có mặt hay vắng mặt của một sự vật hiện tượng, hoặc định lượng nếu một giá trị số được gắn liền với các hiện tượng quan sát bằng việc đếm hoặc đo.